# Петров, Валерий Павлович
Вале́рий Па́влович Петро́в  (укр. Валерій Павлович Петров; 2 марта 1955, Севастополь — 8 марта 2022) — советский футболист, нападающий, позже тренер. В последнее время — главный тренер сборной Республики Крым. Мастер спорта СССР.
Окончил Симферопольский государственный университет (факультет физического воспитания) и Высшую школу тренеров в Киеве (диплом категории А).

## Биография

### Клубная карьера
Петров во время игры в качестве футболиста играл на позиции нападающего. Он выступал за севастопольский «Авангард», провёл 105 матчей и забил 44 мяча. Позже играл за симферопольскую «Таврию». Вместе с командой стал победителем Первой лиги СССР 1980 и вышел в Высшую лигу. Всего за «Таврию» провёл 135 матчей и забил 35 мячей.

### Карьера тренера
Как тренер Петров работал с керченским «Океаном», севастопольской «Чайкой». В марте 1997 года начал работать в симферопольской «Таврии». Позже работал исполняющим обязанности главного тренера «Таврии» в сезонах 1998/99 (13 матчей) и 2001/02 (25 матчей). Затем возглавлял клуб «Севастополь» и работал в таких командах, как херсонский «Кристалл» и армянский «Титан».
С 2006 года по 2008 год он возглавлял молодёжный состав «Таврии». С декабря 2008 года работал в клубе в качестве спортивного директора.
После того как Сергея Пучкова уволили с поста главного тренера, Валерий Петров вновь стал исполняющим обязанности главного тренера 23 сентября 2010 года. Через несколько дней он перевёл из дубля в основной состав команды Игоря Гришина, Владимира Коробку, Антона Шиндера и Игоря Солнцева, а в обратном направлении отправились Николай Кашевский и Антон Муховиков. При Петрове «Таврия» играла по схеме 4-3-3. Свой первый матч в качестве исполняющего обязанности главного тренера в 2010 году он провёл против «Карпат» (3:1), тогда «Таврия» сенсационно обыграла львовян. В матче против мариупольского «Ильичёвца» (2:2) Петров решил дать шанс молодому игроку Владимиру Коробке, который в этом матче сделав дубль в конце матча и сохранил за командой одно очко. В ноябре 2010 года в дубль были переведены лидеры «Таврии» — Александр Ковпак, Денис Голайдо и Илья Галюза, позже все они покинули расположение клуба. Также первая половина сезона 2010/11 запомнилась победой над «Севастополем» и «Металлистом». А главным открытием первой половины можно считать Шиндера, которого Петров перевёл из молодёжного состава.
В декабре 2010 года стало известно, что Валерий Петров будет работать с командой до конца сезона, также была поставлена задача — занять место не ниже шестого. В зимнее трансферное окно клубом было подписано значительное количество игроков — Браун, Граф, Каблаш, Кахриман, Клепчарек, Ситало и Шпичич, также клуб подписал Опарина и Причиненко — сыновей бывший игроков «Таврии». Из всех новичков основным игроком команды стал лишь сербский вратарь Дамир Кахриман.
После поражения от аутсайдера Премьер-лиги мариупольского «Ильичёвца» (5:1) Петров был отстранён от должности исполняющего обязанности главного тренера команды, на его место был поставлен Александр Шудрик. После отстранения от должности Петров остался работать в системе клуба на посту спортивного директора. В весенней части сезона под руководством Петрова «Таврия» смогла одержать всего две победы и четыре раза сыграла вничью.
Поддержал аннексию Крыма Россией, остался жить в Крыму, позже стал сотрудником Крымского футбольного союза, где отвечал за детско-юношеский футбол и ветеранское движение.
18 ноября 2016 г. был назначен главным тренером сборной Крыма, созданной по решению руководства Крымского футбольного союза.
Скончался 8 марта 2022 года от последствий коронавирусной инфекции на 68-м году жизни, похоронен в Севастополе.

## Достижения
- Победитель Первой лиги СССР: 1980

## Личная жизнь
- Был женат, есть сын.